# Passione (trilha sonora)

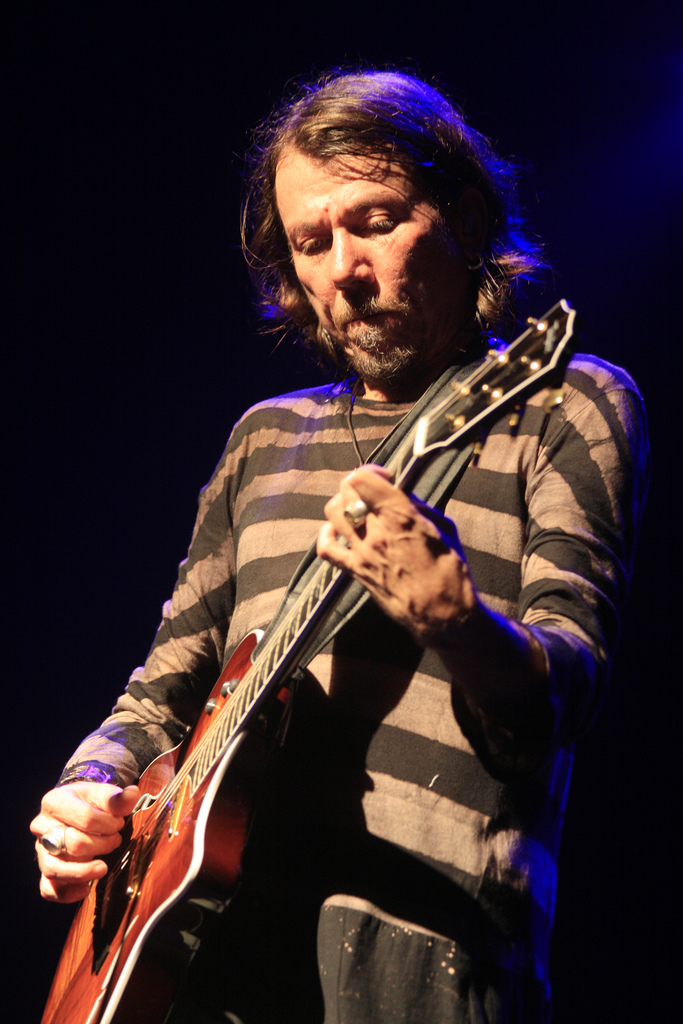
O cantor Lenine, intérprete da canção "Aquilo que Dá no Coração", usada na abertura de Passione.

A música da telenovela brasileira Passione consiste não apenas na trilha incidental utilizada durante a sua exibição, mas também nas coletâneas musicais lançadas durante o ano de 2010 contendo parte dessas canções. O produtor musical Mário Rocha o responsável pela seleção da maior parte das canções utilizadas durante a telenovela, e três álbuns em formato CD, cada um com uma temática distinta do anterior, foram lançados oficialmente. Um quarto álbum, intitulado Italiano, foi lançado pelo cantor e ator Daniel Boaventura, membro do elenco da telenovela.

## Nacional
Com o ator Tony Ramos, intérprete do personagem "Totó", figurando na capa, o CD contendo as canções brasileiras que compõem a trilha sonora foi lançado em junho de 2010 sob o título "Passione Nacional".
O diretor musical da Globo, Mario Rocha, foi o responsável pela seleção da canção "Aquilo que Dá no Coração", do cantor Lenine para ser a música de abertura da produção. Os cantores Adriana Calcanhoto e Ivan Lins também colaboraram cedendo o uso de canções suas - Calcanhoto com "Música de Novela", para ser tema da personagem Melina, e Lins com "A Gente Merece Ser Feliz", que já foi tema também da telenovela Pé na Jaca.
Rocha também foi responsável por solicitar que o cantor Otto regravasse a canção "Crua", escolhida para ser tema do personagem Danilo, substituindo o termo "fodia" por "podia", devido ao caráter chulo do primeiro, o que impediria a exibição da canção, e pela seleção dos cantores que contribuiriam com canções para a telenovela.

### Canções
| N.º            | Título                                                    | Música                | Personagem         | Duração |  |
| 1.             | "Aquilo Que Dá no Coração"                                | Lenine                | Abertura           | 2:34    |  |
| 2.             | "Crua"                                                    | Otto                  | Danilo             | 3:29    |  |
| 3.             | "Gatinha Manhosa"                                         | "Adriana Partimpim"   | Fátima e Sinval    | 2:26    |  |
| 4.             | "Sabes Mentir"                                            | Djavan                | Clara              | 2:55    |  |
| 5.             | "Até Você Passar"                                         | Greice Ive            | Fátima             | 4:45    |  |
| 6.             | "A Gente Merece Ser Feliz" (Part. Metropolitan Orchestra) | Ivan Lins             | Locação: São Paulo | 5:59    |  |
| 7.             | "Fogo e Gasolina"                                         | Roberta Sá            | Clara e Fred       | 3:02    |  |
| 8.             | "Canção de Novela"                                        | Adriana Calcanhotto   | Melina             | 3:45    |  |
| 9.             | "Contigo Aprendi" (Part. Cauby Peixoto)                   | Ângela Maria          | Olavo e Clô        | 3:04    |  |
| 10.            | "Vidas Inteiras"                                          | Célia                 | Felícia            | 3:43    |  |
| 11.            | "Paixão e Passione"                                       | Thaís Gullin          | Diana e Gerson     | 3:07    |  |
| 12.            | "Cama Vazia"                                              | Rita de Cássia        | Mauro e Diana      | 3:49    |  |
| 13.            | "Animal"                                                  | Pedro Luís e a Parede | Fred               | 4:00    |  |
| 14.            | "Samba Italiano"                                          | Demônios da Garoa     | Candê              | 2:36    |  |
| Duração total: | Duração total:                                            | Duração total:        | Duração total:     | 49:18   |  |

## Italiano
| “ | "Malafemmena", cantada em dialeto napolitano, foi composta pelo italiano Totó, que também era ator. Só não usamos a gravação de Zizi Possi, porque foi preciso uma voz masculina para que a música ficasse sob medida para o papel de Tony Ramos | ” |

Com o ator Daniel de Oliveira figurando na capa, o álbum "Passione Italiano", com as canções em italiano utilizadas na trama, foi lançado ainda em junho de 2010, logo após o álbum contendo as canções em português.
A canção "Malafemmena" - e, mais especificamente, a interpretação da cantora Zizi Possi para a mesma - serviu de inspiração para o autor Sílvio de Abreu na composição da trama e de todo o relacionamento entre os personagens Totó e Clara e foi regravada pelo cantor italiano Paolo Luna. A canção "Ecco il tipo che io cercavo", cantada pelo brasileiro Wilson Simonal, foi também incluída e lançada no Brasil antes mesmo que o LP "México '70", de onde fora extraída, recebesse um lançamento oficial no Brasil - o que viria a ocorrer também em julho de 2010. "Quando" do grupo vocal Neri Per Acaso, por sua vez, não estava prevista na seleção inicial do produtor, tendo sido "descoberta" por Silvio de Abreu e pela diretora Denise Saraceni durante o período em a equipe gravando a telenovela na Itália.

### Canções
| N.º            | Título                            | Música            | Personagem       | Duração |  |
| 1.             | "Questa Vita Loca (Vida Loca)"    | Mina              | Totó e Clara     | 3:51    |  |
| 2.             | "Malafemmena"                     | Paolo             | Totó e Clara     | 4:52    |  |
| 3.             | "Il Mondo"                        | Jimmy Fontana     |                  | 2:39    |  |
| 4.             | "Ecco Il Che Io Cercavo"          | Wilson Simonal    |                  | 2:33    |  |
| 5.             | "Notizia De Te"                   | Bungaro           | Bete Gouveia     | 3:17    |  |
| 6.             | "Resta" (Part. de Chiara Civello) | Ana Carolina      |                  | 5:41    |  |
| 7.             | "Quando (Cuando)"                 | Neri Per Caso     | Agostina         | 3:09    |  |
| 8.             | "Estate"                          | João Gilberto     | Stela e Agnello  | 6:27    |  |
| 9.             | "That's Amore"                    | Dean Martin       | Locação: Itália  | 3:08    |  |
| 10.            | "Via Con Me"                      | Paolo Conte       | Mimi             | 2:29    |  |
| 11.            | "Che Cosse Lamor"                 | Vinicio Capossela | Berilo e Jéssica | 4:13    |  |
| 12.            | "La Vita Mia"                     | Amedeo Minghi     |                  | 5:31    |  |
| 13.            | "Io Che Non Vivo (Senza te)"      | Pino Donaggio     |                  | 3:00    |  |
| Duração total: | Duração total:                    | Duração total:    | Duração total:   | 50:52   |  |

## Internacional
Lançado em Agosto de 2010, o terceiro CD de Passione contém o restante da trilha sonora internacional da telenovela e tem Mariana Ximenes e Reynaldo Gianecchini - intérpretes dos vilões Clara e Fred - na capa.

### Canções
| N.º            | Título                                          | Cantor(a)           | Duração |  |
| 1.             | "Half of My Heart"                              | John Mayer          | 3:56    |  |
| 2.             | "Gotta Keep Going On"                           | Jozi                | 4:10    |  |
| 3.             | "Adjustable"                                    | John Kip            | 3:32    |  |
| 4.             | "Push Me to the Floor"                          | The Parlotones      | 4:09    |  |
| 5.             | "Low Rising"                                    | The Swell Season    | 4:45    |  |
| 6.             | "It Hurts Me Too"                               | Diesel              | 3:21    |  |
| 7.             | "Lonely Soul"                                   | Lowrider            | 3:39    |  |
| 8.             | "One More Take"                                 | Alma Thomas         | 3:59    |  |
| 9.             | "When I Fall In Love"                           | Maysa Leak          | 2:44    |  |
| 10.            | "Don't Explain"                                 | Nina Simone         | 4:17    |  |
| 11.            | "Fantasize"                                     | Claudia Albuquerque | 4:17    |  |
| 12.            | "Say"                                           | Zach Ashton         | 4:51    |  |
| 13.            | "Up Late"                                       | Custom King         | 2:37    |  |
| 14.            | "Tonight Is the Night"                          | House Liberty       | 3:33    |  |
| 15.            | "Just Can't Stop the Party"                     | Ramada              | 2:52    |  |
| 16.            | "On an Evening in Roma (Sotto er Celo de Roma)" | Daniel Boaventura   | 2:42    |  |
| Duração total: | Duração total:                                  | Duração total:      | 59:27   |  |

## Daniel Boaventura: Italiano
Italiano é o segundo álbum de estúdio do cantor e ator brasileiro Daniel Boaventura. Gravado em italiano, sucede Songs 4 U, este cantado exclusivamente em inglês.
Em entrevista ao jornal O Globo, o produtor musical Mário Rocha declarou que pretendia lançar quatro álbuns, cada um com uma diferente "temática": o primeiro apenas com músicas em português, o segundo, com canções em italiano e o terceiro, com as demais músicas não-brasileiras.
O quarto álbum, cujo lançamento ainda não havia sido confirmado até o lançamento do terceiro, conteria versões do cantor e ator Daniel Boaventura para canções italianas como "Diogo Dias", o personagem que ele havia interpretado na telenovela, mas esse álbum acabaria lançado, em 6 de dezembro de 2010, como um álbum de estúdio de Boaventura.

### Canções
| N.º | Título                                          | Duração |  |
| 1.  | "On an Evening in Roma (Sotto er Celo de Roma)" |         |  |
| 2.  | "Dio Come Ti amo"                               |         |  |
| 3.  | "Mambo Italiano"                                |         |  |
| 4.  | "Amore Scusami"                                 |         |  |
| 5.  | "Una Lacrima Sul Viso"                          |         |  |
| 6.  | "E Po Che Fa"                                   |         |  |
| 7.  | "Se Piangi, Se Ridi"                            |         |  |
| 8.  | "Quando"                                        |         |  |
| 9.  | "Tanto Cara"                                    |         |  |
| 10. | "Champagne"                                     |         |  |
| 11. | "Io Che Non Vivo Senza Te"                      |         |  |

## Outras canções notórias
- A canção "Don't Explain", da cantora Nina Simone chegou a ser utilizada pela telenovela em seu primeiro capítulo, durante uma cena envolvendo a personagem "Stela";[13]
- O tango "Por una Cabeza", do compositor Carlos Gardel foi utilizado durante a festa de aniversário da personagem "Clô", no capítulo de 23 de junho;[14][15]
- A canção "O Garanhão", de Zeca Pagodinho, é o tema do personagem Fortunato, interpretado pelo ator Flávio Migliaccio;[16]
- A canção "E lucevan le Stelle", na interpretação de Carlos Slivskin, também é utilizada na telenovela, como tema do personagem Totó. Ainda que tenha enxergado a canção de forma positiva, o colunista Flávio Ricco criticou seu uso pela emissora, enxergando-o como um descuido por parte da produção, devido ao fato da canção ter sido utilizada anteriormente pela Rede Record na telenovela Poder Paralelo;[17]
- A canção "Aquarela", de Toquinho, é o tema da personagem Kelly, interpretada pela atriz Carol Macedo. No entanto, a canção é veiculada na voz de Amanda Leão.[18]